# The Green Berets
The Green Berets is een Amerikaanse oorlogsfilm uit 1968 onder regie van Ray Kellogg, John Wayne en Mervyn LeRoy. De film werd destijds uitgebracht onder de titel De groene baretten.

## Verhaal
Kolonel Mike Kirby stelt twee speciale eenheden samen voor een missie in Vietnam. Allereerst moeten ze een kamp verdedigen tegen de vijand. Vervolgens moet er ook een Noord-Vietnamese generaal gevangengenomen worden.

## Rolverdeling
| Acteur              | Personage          |
| ------------------- | ------------------ |
| John Wayne          | Kolonel Mike Kirby |
| David Janssen       | George Beckworth   |
| Jim Hutton          | Sergeant Petersen  |
| Aldo Ray            | Sergeant Muldoon   |
| Raymond St. Jacques | Sergeant Doc McGee |
| Bruce Cabot         | Kolonel Morgan     |
| Jack Soo            | Kolonel Cai        |
| George Takei        | Kapitein Nim       |
| Patrick Wayne       | Luitenant Jamison  |
| Luke Askew          | Sergeant Provo     |
| Irene Tsu           | Lin                |
| Edward Faulkner     | Kapitein MacDaniel |
| Jason Evers         | Kapitein Coleman   |
| Mike Henry          | Sergeant Kowalski  |
| Craig Jue           | Hamchunk           |